# Президентские выборы в Сомалиленде (2024)
Президентские выборы 2024 года в Сомалиленде прошли 13 ноября, это четвёртые прямые президентские выборы с 2003 года. На выборах действующий президент Муса Бихи Абди от партии «Кульмие» баллотировался на второй и последний срок против кандидатов от оппозиции Абдирахмана Мохамеда Абдуллахи «Ирро» от партии «Ваддани» и Фейсала Али Варабе от партии UCID. Выборы были проведены одновременно с выборами по определению трёх национальных политических партий на следующее десятилетие.
Согласно конституции Сомалиленда, президентские выборы должны проводиться каждые пять лет и один и тот же человек может занимать пост президента не более чем два срока. Действующий президент Муса Бихи Абди из «Партии мира, единства и развития» имеет право баллотироваться на второй срок, поскольку впервые был избран в 2017 году.
24 сентября 2022 года Национальная избирательная комиссия объявила, что президентские выборы, первоначально запланированные на 13 ноября 2022 года, были перенесены на июль 2023 года. 1 октября 2022 года Палата старейшин проголосовала за перенос выборов на два года вместо девяти месяцев, ранее рекомендованных Национальной избирательной комиссией, фактически назначив выборы на ноябрь 2024 года.